# Återtåget Live!
Återtåget Live! är ett livealbum av den svenska popgruppen Gyllene Tider, släppt 17 november 1997. Albumet innehåller liveinspelningar från gruppens sommarturné Återtåget '96!, som spelades runt om i Sverige mitten av 1996. Inspelningarna gjordes på Trädgårdsföreningen i Göteborg i Sverige 3 och 5 augusti 1996.

## Låtlista
1. Skicka ett vykort, älskling! - 3.07
2. Det hjärta som brinner - 3:14
3. (Dansar inte lika bra som) sjömän - 2:34
4. Flickorna på TV 2 - 3:30
5. Juni, juli, augusti - 3:45
6. Ljudet av ett annat hjärta - 3:36
7. Billy - 5:43
8. (Hon vill ha) puls - 3:52
9. Gå & fiska! - 4:00
10. (Kom så ska vi) Leva livet -  	3:30
11. Ska vi älska, så ska vi älska till Buddy Holly - 4:31
12. Tylö Sun (California Sun) -	2:47
13. Det är över nu - 3:39
14. Kung av sand - 5:05
15. Sommartider-Flickan i en Cole Porter-sång - 5:35
16. Marie i växeln (Switchboard Susan) - 3:44
17. När vi två blir en - 4:14
18. När alla vännerna gått hem - 4:31

## Listplaceringar
| Lista (1997-1998) | Topplacering |
| ----------------- | ------------ |
| Sverige           | 19           |

### Fotnoter
1. ↑  ”Återtåget Live!”. Swedishcharts. 26 februari 1997. http://www.swedishcharts.com/showitem.asp?interpret=Gyllene+Tider&titel=%C5tertaget+%2D+Gyllene+Tider+Live%21&cat=a. Läst 13 februari 2015.